# Zimbabwaanse hockeyploeg (vrouwen)
De Zimbabwaanse hockeyploeg voor vrouwen is de nationale ploeg die Zimbabwe vertegenwoordigt tijdens interlands in het hockey. Ze heeft zich eenmaal kunnen kwalificeren voor een mondiaal toernooi: op de Olympische Spelen in Moskou in 1980 won het team de olympische titel.

## Erelijst Zimbabwaanse hockeyploeg
| Jaar | Champions Trophy | Afrikaans kampioenschap | Olympische Spelen | Wereldkampioenschap    | Hockey World League Hockey Pro League |
| ---- | ---------------- | ----------------------- | ----------------- | ---------------------- | ------------------------------------- |
| 1971 |                  |                         |                   | geen deelname IFWHA WK |                                       |
| 1972 |                  |                         |                   | geen deelname          |                                       |
| 1974 |                  |                         |                   | geen deelname          |                                       |
| 1975 |                  |                         |                   | geen deelname IFWHA WK |                                       |
| 1976 |                  |                         |                   | geen deelname          |                                       |
| 1978 |                  |                         |                   | geen deelname          |                                       |
| 1979 |                  |                         |                   | geen deelname IFWHA WK |                                       |
| 1980 |                  |                         | OS 1980 Moskou    |                        |                                       |
| 1981 |                  |                         |                   | geen deelname          |                                       |
| 1983 |                  |                         |                   | geen deelname          |                                       |
| 1984 |                  |                         | geen deelname     |                        |                                       |
| 1985 |                  |                         |                   |                        |                                       |
| 1986 |                  |                         |                   | geen deelname          |                                       |
| 1987 | geen deelname    |                         |                   |                        |                                       |
| 1988 |                  |                         | geen deelname     |                        |                                       |
| 1989 | geen deelname    |                         |                   |                        |                                       |
| 1990 |                  | AF 1990 Harare          |                   | geen deelname          |                                       |
| 1991 | geen deelname    |                         |                   |                        |                                       |
| 1992 |                  |                         | geen deelname     |                        |                                       |
| 1993 | geen deelname    |                         |                   |                        |                                       |
| 1994 |                  | AF 1994 Pretoria        |                   | geen deelname          |                                       |
| 1995 | geen deelname    |                         |                   |                        |                                       |
| 1996 |                  |                         | geen deelname     |                        |                                       |
| 1997 | geen deelname    |                         |                   |                        |                                       |
| 1998 |                  | AF 1998 Harare          |                   | geen deelname          |                                       |
| 1999 | geen deelname    |                         |                   |                        |                                       |
| 2000 | geen deelname    |                         | geen deelname     |                        |                                       |
| 2001 | geen deelname    |                         |                   |                        |                                       |
| 2002 | geen deelname    |                         |                   | geen deelname          |                                       |
| 2003 | geen deelname    |                         |                   |                        |                                       |
| 2004 | geen deelname    |                         | geen deelname     |                        |                                       |
| 2005 | geen deelname    | geen deelname           |                   |                        |                                       |
| 2006 | geen deelname    |                         |                   | geen deelname          |                                       |
| 2007 | geen deelname    |                         |                   |                        |                                       |
| 2008 | geen deelname    |                         | geen deelname     |                        |                                       |
| 2009 | geen deelname    | geen deelname           |                   |                        |                                       |
| 2010 | geen deelname    |                         |                   | geen deelname          |                                       |
| 2011 | geen deelname    |                         |                   |                        |                                       |
| 2012 | geen deelname    |                         | geen deelname     |                        |                                       |
| 2013 |                  | geen deelname           |                   |                        | geen deelname                         |
| 2014 | geen deelname    |                         |                   | geen deelname          |                                       |
| 2015 |                  |                         |                   |                        | geen deelname                         |
| 2016 | geen deelname    |                         | geen deelname     |                        |                                       |
| 2017 |                  | geen deelname           |                   |                        | geen deelname                         |
| 2018 | geen deelname    |                         |                   | geen deelname          |                                       |
| 2019 |                  |                         |                   |                        | geen deelname                         |
| 2021 |                  |                         | geen deelname     |                        | geen deelname                         |
| 2022 |                  | 4e AF 2022 Accra        |                   | geen deelname          | geen deelname                         |
| 2023 |                  |                         |                   |                        | geen deelname                         |
| 2024 |                  |                         | geen deelname     |                        | geen deelname                         |
| 2025 |                  |                         |                   |                        | geen deelname                         |

1980: Zimbabwe ·
1984: Nederland ·
1988: Australië ·
1992: Spanje ·
1996: Australië ·
2000: Australië ·
2004: Duitsland ·
2008: Nederland ·
2012: Nederland ·
2016: Groot-Brittannië ·
2020: Nederland ·
2024: Nederland